# Ягельница
Ягельница (укр. Ягільниця) — село в Нагорянской сельской общине Чортковского района Тернопольской области Украины.
Население по переписи 2001 года составляло 1314 человек. Почтовый индекс — 48542. Телефонный код — 3552.